# Archiwum z komiksami
Archiwum z komiksami – typ archiwum przeznaczony do uporządkowanego wyświetlania obrazów, w szczególności komiksów. Idea ta została upowszechniona dzięki programowi CDisplay.

## Format
Plik archiwum z komiksami zawiera serię obrazów zarchiwizowanych w formatach ZIP, RAR, lub rzadziej TAR ze zmienionym rozszerzeniem nazwy pliku. Nazwa rozszerzenia wskazuje na wykorzystany typ archiwum:
- .cb7 – 7z
- .cba – ACE
- .cbr – RAR
- .cbt – TAR
- .cbz – ZIP

Archiwa z komiksami nie są osobnym formatem pliku, od standardowych plików archiwum różnią się tylko rozszerzeniem nazwy. Pozwala to rozróżniać je od innych plików archiwum i przypisać je w systemie operacyjnym do otwierania przez program do czytania komiksów.
Pliki .cb* zawierają zazwyczaj pliki obrazów w formatach PNG lub JPEG. Rzadko spotykane są pliki w formatach GIF, BMP, lub TIFF. Obrazy mogą być pogrupowane w folderach.

## Historia
Pierwszym komiksem wydanym w tym formacie był Saturn Knight, który został wydany w sierpniu 2006 roku przez Jima Shelleya i Pierre'a Villeneuve'a.

## Wsparcie
Program CDisplay był pierwszą aplikacją wspierającą format CBR. Odpowiedzią na aplikację o zamkniętym kodzie była aplikacja open source CDisplayEx, powielająca wiele rozwiązań zastosowanych w CDisplay. Aplikacją pracującą w środowisku OS X oraz Microsoft Windows jest Comical. Często używaną aplikacją dla systemów Microsoft Windows jest ComicRack.